# Thysanopyga strigata
Thysanopyga strigata là một loài bướm đêm trong họ Geometridae.